# Attentat de l'église de Tous-les-Saints de Peshawar
L'attentat de l'église de Tous-les-Saints de Peshawar est un attentat-suicide perpétré le 22 septembre 2013 par un terroriste d'une faction talibane pakistanaise à la sortie de la messe du dimanche d'une église anglicane de Peshawar, dans le nord-ouest du Pakistan. Cette attaque, la plus meurtrière contre la communauté chrétienne du pays, fait 127 morts.

## Contexte
Les chrétiens représentent 2 % de la population pakistanaise, soit entre 3 et 4 millions de personnes. Souvent pauvres et victimes de discrimination et de mépris de la part du reste de la population, ils vivent dans des bidonvilles et sont cantonnés aux métiers jugés ingrats dans la société pakistanaise comme balayeurs ou égoutiers. C'est cependant la première fois qu'ils sont la cible d'un attentat par un mouvement fondamentaliste sunnite, qui s'en prennent plus souvent aux chiites et aux ahmadis. 
Cette église, que les autorités savaient menacée, bénéficiait d'une protection des forces de sécurité.

## Déroulement
Deux terroristes équipés de ceintures explosives s'approchent de l'église de Tous-les-Saints, une vieille église anglicane construite en 1883 à l'époque de la colonisation britannique, au moment de la fin de la messe dominicale. Pendant que les 400 fidèles commencent à sortir de l'édifice, un des terroristes entre à l'intérieur où il se fait exploser. Le deuxième kamikaze (qui quant à lui n'aurait pas réussi à entrer) se fait exploser 30 secondes plus tard sur le parvis,,.  
L'attentat a lieu malgré le dispositif de sécurité. Après l'explosion, plusieurs personnes scandent des slogans hostiles à la police, jugée incapable de les protéger. Certains vont même jusqu'à bloquer une des rues principales de la ville avec des corps de victimes. 

## Bilan
Un premier bilan fait état de plus de 70 morts et d'une centaine de blessés le jour même, bilan qui est ensuite amené à 82 morts et plus de 130 blessés, avant de finalement atteindre 127 morts et 170 blessés.
Le Premier ministre Nawaz Sharif condamne l'attaque et rappelle que « viser des innocents est contraire aux préceptes de l'islam et de toutes les autres religions ».

## Revendication et conséquences
L'attaque est revendiquée par une faction des talibans pakistanais appelée Joundallah. Le groupe annonce avoir attaqué des chrétiens pour se venger des frappes de drones américaines dans les régions tribales. Une de ces frappes, qui tue 6 talibans présumés, a d'ailleurs lieu le jour même dans le Waziristan du Nord.
Le lendemain, des milliers de chrétiens en colère manifestent à Islamabad pour demander justice. L'attaque consterne le pays et provoque un élan de solidarité envers cette minorité vulnérable. 